# Regionális hatalom
A nemzetközi kapcsolatok azokat az államokat nevezik regionális hatalmaknak, melyeknek egy adott földrajztudományi régión belül jelentős a befolyásuk. Ezek az országok biztosítják egy adott terület biztonsága szempontjából nélkülözhetetlen polaritást. Azok az államok, melyeknek nincs a Föld adott régiójában kiegyensúlyozó társai, regionális hegemóniát képesek kialakítani.

## Jellemzői
A regionális hatalmak alakítják ki egy adott régió poláris szerkezetét. A regionális hatalmaknak általában olyan lehetőségei vannak, melyekkel jelentős befolyással bírnak egy adott területre, de ezt a befolyást nem tudja világszinten érvényesíteni. Több, egymástól lényegesen eltérő definíciója is van a regionális hatalom fogalmának. A Politikai Kutatások Európai Konzorciuma (European Consortium for Political Research) szerint egy regionális hatalom gazdasági és katonai területen dominánsnak számít egy adott területen, képes jelentős befolyást gyakorolni egy adott térségben, és erőforrásait pedig úgy próbálja meg felhasználni, hogy saját szomszédai is hatalomnak tekintsék.
A Globális és Regionális Tanulmányok Németországi Intézete szerint a következő tulajdonság mind jellemzi a regionális hatalmakat:
- legyen egy jól meghatározható régió része, de ezen belül rendelkezzen szabadsággal.
- saját maga is regionális hatalom akarjon lenni
- mind a földrajzi régióban, mind egy adott ideológiai területen jelentős befolyással kel rendelkeznie.
- számítson az adott térségen belül jelentős gazdasággal, hadsereggel, népességgel, és legyen befolyásos ideológiája.
- régiójának legyen szerves része
- jelentős befolyása legyen a régió biztonságára
- a régió hatalmai, és a más régiókban lévő nagyhatalmak is ismerjék el regionális hatalomnak.
- rendelkezzen kapcsolatokkal a regionális és a világméretű fórumokon.[2]

Egyes államok egyszerre regionális hatalmak és nagyhatalmak. Ehhez hasonlóan más országok egyszerre regionális és középhatalmak.

## Jelenlegi regionális hatalmak
Itt azon országok listája olvasható, melyeket a nemzetközi kapcsolatokkal és politológiával foglalkozó tudományos műhelyek regionális hatalmaknak tekintenek. Ezek egy része teljesíti a regionális hatalmakkal kapcsolatban fentebb leírt követelményeket. Minden szakértőnek megvan a maga követelményrendszere arra vonatkozóan, hogy mit tekintenek regionális hatalomnak.

### Kelet-Ázsia
- Kína[4][5][6][7][8][9]
- Dél-Korea[9][10][11][12][13][14]
- Japán[9][15][16]

### Európa
- Franciaország[17]
- Németország[17][18][19]
- Olaszország[20][21][22][23][24]
- Oroszország[9][17][25]
- Törökország[A][26][27]
- Egyesült Királyság[17][28][29]

### Latin-Amerika
- Brazília[30][31][32][33]
- Mexikó[34][35]

### Nyugat-Ázsia
- Irán[B] [3][36][37][38][39]
- Izrael[A][3][37][40][41]
- Szaúd-Arábia[B] [3][36][42][43]

### Észak-Amerika
- USA[44][45]

### Óceánia
- Ausztrália[46][47]

### Dél-Ázsia
- India[3][36][48][49][50]
- Pakisztán[51]

### Délkelet-Ázsia
- Indonézia[18][52]

### Észak-Afrika
- Egyiptom[A][2][3][53][54]

### Fekete-Afrika
- Nigéria[1][55]
- Dél-afrikai Köztársaság[1][3][18][56]